# Ритс, Матс
Матс Ритс (нидерл. Mats Rits; родился 18 июля 1993 года, Бельгия) — бельгийский футболист, полузащитник клуба «Андерлехт».

## Клубная карьера
Ритс — воспитанник бельгийского клуба «Жерминаль Беерсхот». За всю карьеру в этом клубе забил 2 гола в матче с «Вестерло». В 2012 году Матс перешёл в клуб «Мехелен». 19 января 2013 года в матче против «Монса» он дебютировал в Высшей Лиге Бельгии.
Летом 2018 года перешёл в клуб «Брюгге». Дебютный гол забил 31 августа 2018 года в матче с «Зюлте-Варегем».

## Достижения
«Брюгге»
- Чемпион Бельгии (2): 2019/20, 2020/21
- Обладатель Суперкубка Бельгии: 2021